# Comté de Williamson (Tennessee)
Pour les articles homonymes, voir Comté de Williamson.
Le comté de Williamson est un comté de l'État du Tennessee aux États-Unis, il comptait 126 638 habitants en 2000, le siège du comté est Franklin.

## Comtés voisins
- Comté de Davidson (Tennessee) au nord
- Comté de Rutherford (Tennessee) à l'est
- Comté de Marshall (Tennessee) au sud-est
- Comté de Maury (Tennessee) au sud
- Comté de Hickman (Tennessee) au sud-ouest
- Comté de Dickson (Tennessee) au nord-ouest
- Comté de Cheatham (Tennessee) au nord-nord-ouest

## Villes
- Brentwood
- Fairview
- Franklin
- Nolensville
- Thompson's Station
- Spring Hill